# فرايدي نايت فانكين
فرايدي نايت فانكين (بالإنجليزية: Friday Night Funkin)‏ وتسمى اختصارًا FNF، هي لعبة فيديو صدرت في عام 2020 وارتفعت شعبيتها منذ بداية إصدارها وتبلغ حاليًا أكثر من 100 مليون عملية تنزيل وتدور اللعبة حول مغني راب صغير العمر وقصير القامة يواجه خصوم كثيرون في معارك راب وغناء من أجل طلب يد فتاة.

## وصلات خارجية
- فرايدي نايت فانكين على موقع IMDb (الإنجليزية)
- الموقع الرسمي